# Edesön (fritidshusområde)
Edesön är en fritidshusområde på ön Edesön i Haninge kommun. Området inkluderade 2010 74 fritidshus över 29 hektar, vilket inkluderar lite drygt halva ön. SCB har avgränsat ett fritidshusområde här sedan år 2000, när begreppet introducerades.